# Tienen (voetbalspel)

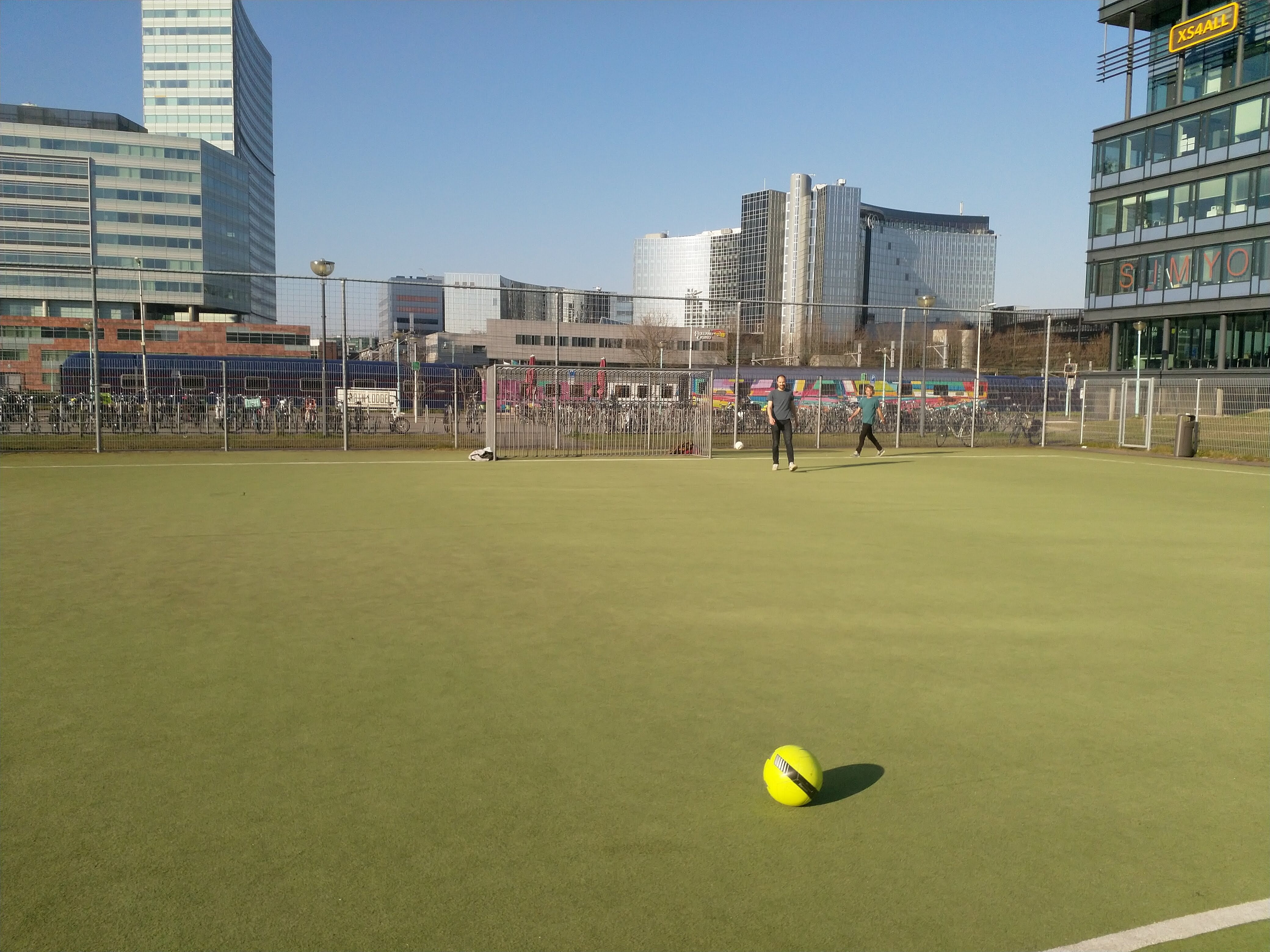
Tienenveldje in Sloterdijk (Amsterdam)

Tienen is een (straat)voetbalspel dat met minimaal drie spelers gespeeld kan worden. De veldspelers moeten de bal minstens één keer door de lucht overspelen, alvorens door de lucht te scoren in het doel. Veldspelers en keeper wisselen elkaar af. De veldspelers proberen te scoren bij de keeper, waarbij de keeper punten verliest. Alle spelers beginnen met tien punten en het spel eindigt als een speler nul punten heeft. 

## Speelveld
Tienen wordt gespeeld op een straatvoetbalveld met één doel. Het speelveld bestaat uit het keepersgebied en het spelersveld. De keeper mag de bal vangen als ten minste één lichaamsdeel zich op de grond binnen het keepersgebied bevindt. De bal is uit als hij buiten het speelveld de grond raakt. 

## Spelverloop
Om te bepalen wie er op doel begint, wordt er een spelletje latjetrap gespeeld met een maximum van drie pogingen per speler. Lukt het niet iedereen om de lat te raken, wordt de keeper bepaald middels steen papier schaar. In de Nijmeegse variant echter zeggen spelers om beurten met hoeveel punten ze op doel durven te gaan staan bij aanvang van het spel. (Voorbeeld: Speler 1 zegt: "25." Speler 2 zegt: "17." Speler 3 zegt: "14". etc.) In de regel komt het erop neer dat de keeper die op doel begint vaak met elf punten tussen de palen plaatsneemt.  
Een keeperswissel gebeurt in de volgende situaties:
- Als de bal na een stuit voor de lijn in het doel belandt
- Als de bal de grond raakt buiten het speelveld
- Als de bal gevangen wordt door de keeper
- Onder de 5 punten/levens mag de keeper stop zeggen. Dan moeten alle spelers met de benen open klaar staan op het veld. Als iedereen klaarstaat mag de keeper pas een stap zetten

De veldspeler die als laatste de bal heeft aangeraakt, wordt in deze gevallen de keeper.
| scoringswijze             | punten |
| ------------------------- | ------ |
| schot                     | 1      |
| kopbal                    | 2      |
| hakje                     | 2      |
| omhaal (los van de grond) | 5      |
| overig                    | 1      |

Als een speler precies nul punten over heeft, heeft die verloren. De andere spelers hebben dan gewonnen, ongeacht hun aantal punten. De verliezende speler wordt gestraft door middel van billenbrand (Gronings: Kontjeraus, Nijmeegs: Reetrees, de naam kan afwijken per gebied).

## Bijzondere spelsituaties
- Als de keeper een doelpunt tegen krijgt wat resulteert in een negatief doelsaldo, begint deze weer bij tien punten en wordt het resterende aantal punten hiervan afgetrokken.
- De bal blijft binnen het speelveld zodra de bal buiten de belijning is, maar nog steeds in de lucht is.
- Als de keeper nog één laatste punt over heeft, mag deze overal de bal vangen, zelfs buiten het aangewezen keepersgebied.
- Als de keeper de bal vanaf het spelersveld in de lucht kan afpakken en zonder de grond te raken naar het keepersgebied weet terug te krijgen, mag de bal ook gevangen worden.